# Bộ Vũ (雨)
Bộ Vũ, bộ thứ 173 có nghĩa là "mưa" là 1 trong 9 bộ có 8 nét trong số 214 bộ thủ Khang Hy.
Trong Từ điển Khang Hy có 298 chữ (trong số hơn 40.000) được tìm thấy chứa bộ này.

## Tự hình Bộ Vũ (雨)

Giáp cốt văn
Kim văn
Tiểu triện

## Chữ thuộc Bộ Vũ (雨)
| Số nét bổ sung | Chữ                                       |
| -------------- | ----------------------------------------- |
| 0              | 雨 ⻗                                     |
| 3              | 雩 雪 雫                                  |
| 4              | 雬 雭 雮 雰 雱 雲 雯 靊                   |
| 5              | 雳 雴 零 雷 雸 雹 雺 電 雵 雼 雽          |
| 6              | 雾 需 雿                                  |
| 7              | 霁 霂 霄 霅 霆 震 霈 霉 霊                |
| 8              | 霃 霋 霍 霎 霏 霐 霑 霒 霓 霔 霕 霖 霗 霘 |
| 9              | 霙 霌 霚 霜 霝 霞 霟 霠 霡 霢 霣          |
| 10             | 霤 霛                                     |
| 11             | 霥 霧 霦 霨 霪 霩 霫 霬                   |
| 12             | 霭 霮 霰 霯 霳 霱                         |
| 13             | 露 霴 霵 霶 霸 霹 霷                      |
| 14             | 霻 霺 霽 霾 霼 霿                         |
| 15             | 靀                                        |
| 16             | 靂 靃 靄 靅 靆 靇 靈                      |
| 17             | 靉                                        |
| 18             | 靁                                        |
| 19             | 靋 靌                                     |
| 31             | 靐                                        |